# Educação no Camboja
A Educação no Camboja é controlada pelo Estado, através do Ministério da Educação, Juventude e Desporto em nível nacional e pelos Departamentos de Educação a nível provincial. A Constituição do Camboja estabelece que o Estado deve proteger e melhorar os direitos dos cidadãos à educação de qualidade em todos os níveis, garantindo que todos os cidadãos tenham oportunidades iguais (artigo 66). O Estado deve adotar um programa educativo de acordo com o princípio da pedagogia moderna, incluindo tecnologia e línguas estrangeiras, bem como o Estado controla escolas públicas e privadas e salas de aula em todos os níveis (artigo 67). O Sistema de Educação cambojano inclui ensino pré-escolar, primário, secundário geral, ensino superior e educação não-formal. O sistema de ensino inclui também o desenvolvimento do esporte, tecnologia da informação educação, pesquisa e desenvolvimento do ensino técnico. As matrículas escolares aumentaram durante os anos 2000 no Camboja. Dados da USAID mostra que em 2011 a escolarização primária atingiu 96% da população infantil, o ensino secundário inferior 34% e secundário de 21%.